# Psychotria subfusca
Psychotria subfusca är en måreväxtart som beskrevs av Johannes Müller Argoviensis. Psychotria subfusca ingår i släktet Psychotria och familjen måreväxter. Inga underarter finns listade i Catalogue of Life.